# シリー諸島
シリー諸島（シリーしょとう、英語: Isles of Scilly）は、イギリスの南西部のコーンウォール半島の沖合いに位置する約140の島・岩礁で、面積は約16 km2である。これらの島々の内5つが有人島で、人口は約2100人である。なお、シリ諸島と表記する地図も見られる。

## 歴史
紀元前2000年頃の住居跡が発見されており、この頃までには居住が始まっていた。当時は全体が大きな1つの島を形成していたと考えられている。紀元前1世紀頃には、古代ローマ帝国の支配下にあった事を示す遺物が、多数出土した。この頃から島域への浸水が始まり、現在の形になったと考えられている。
1651年から1986年までは「世界最長の戦争」として知られる三百三十五年戦争の当事者であった。

## 気候
大ブリテン島付近のイギリス領は、全土が西岸海洋性気候である。暖流の北大西洋海流と、北大西洋海流の上を吹き抜けて来る偏西風の影響を受けるため、北緯50度線に近いシリー諸島でも、緯度が高い割には、温暖である。気温も、比熱が大きな海の影響が強い海洋性気候のために比較的安定しており、最も暑い月と寒い月の平均温度の差は、8 ℃から10 ℃程度に過ぎない。降雨量も、比較的安定しており、降雨量が多い月と少ない月の差は小さい。

## 地形・生物相
島々の海岸は、岩石海岸の場所も見られるものの、砂丘も見られる。砂丘では、Crithmum maritimumやハマカンザシやヒースなどの植物が生育している。
また、シリー諸島では、ニシセグロカモメなどの海鳥が生息している。この関係で、この付近一帯は2001年にラムサール条約の登録地となった。

## 産業・観光

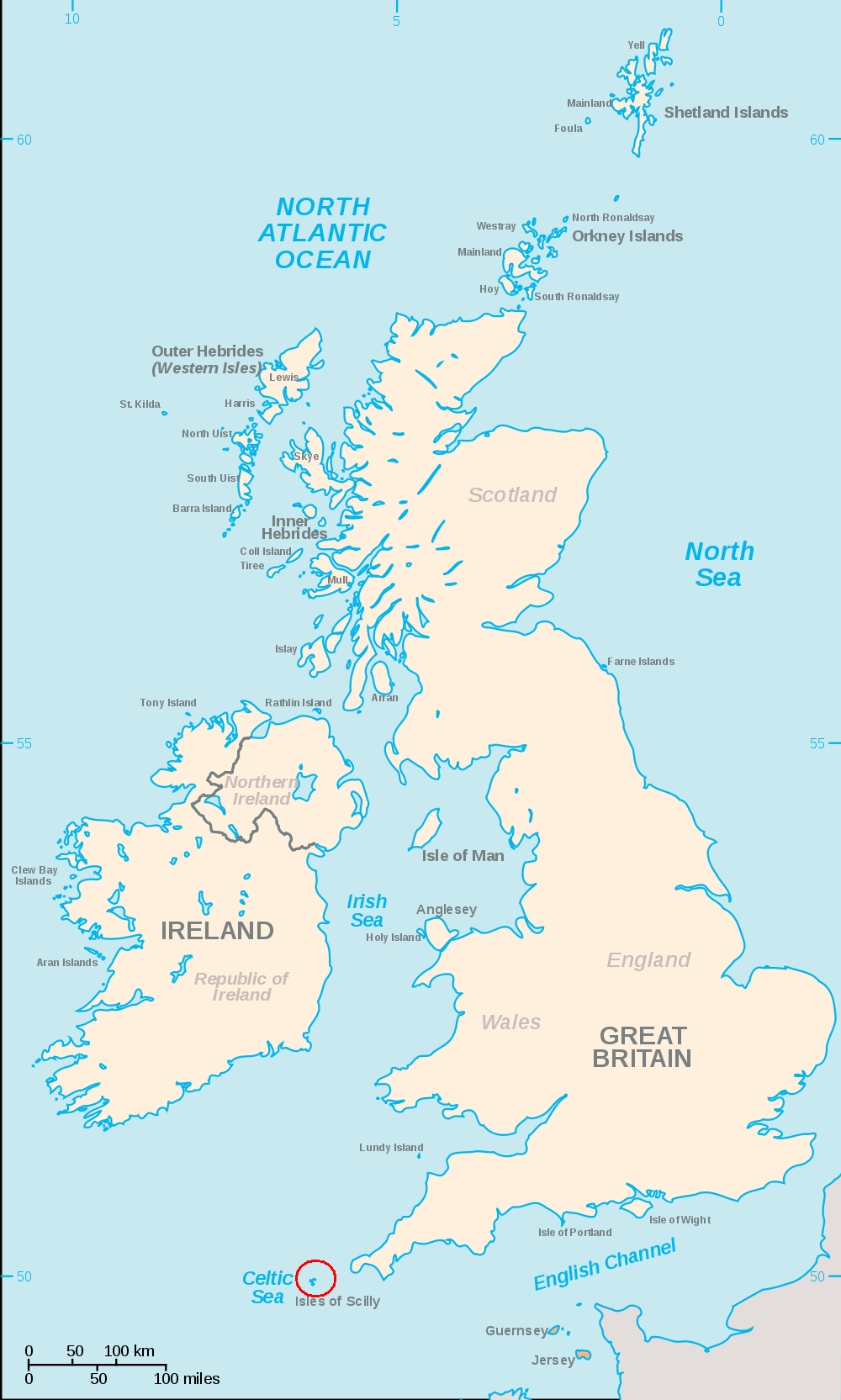
イギリスにおけるシリー諸島の位置。

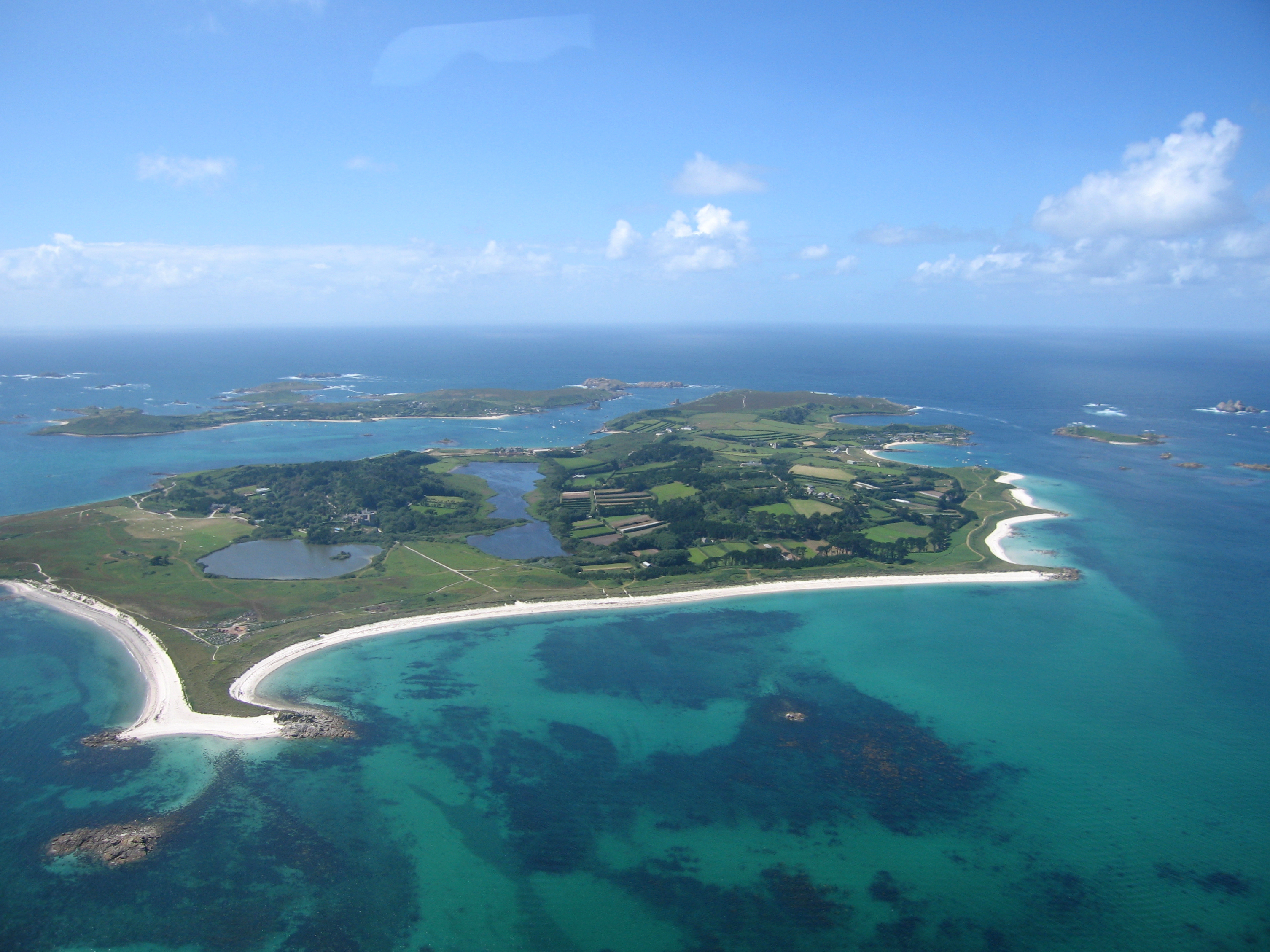
上空から撮影したトゥレスコ島。

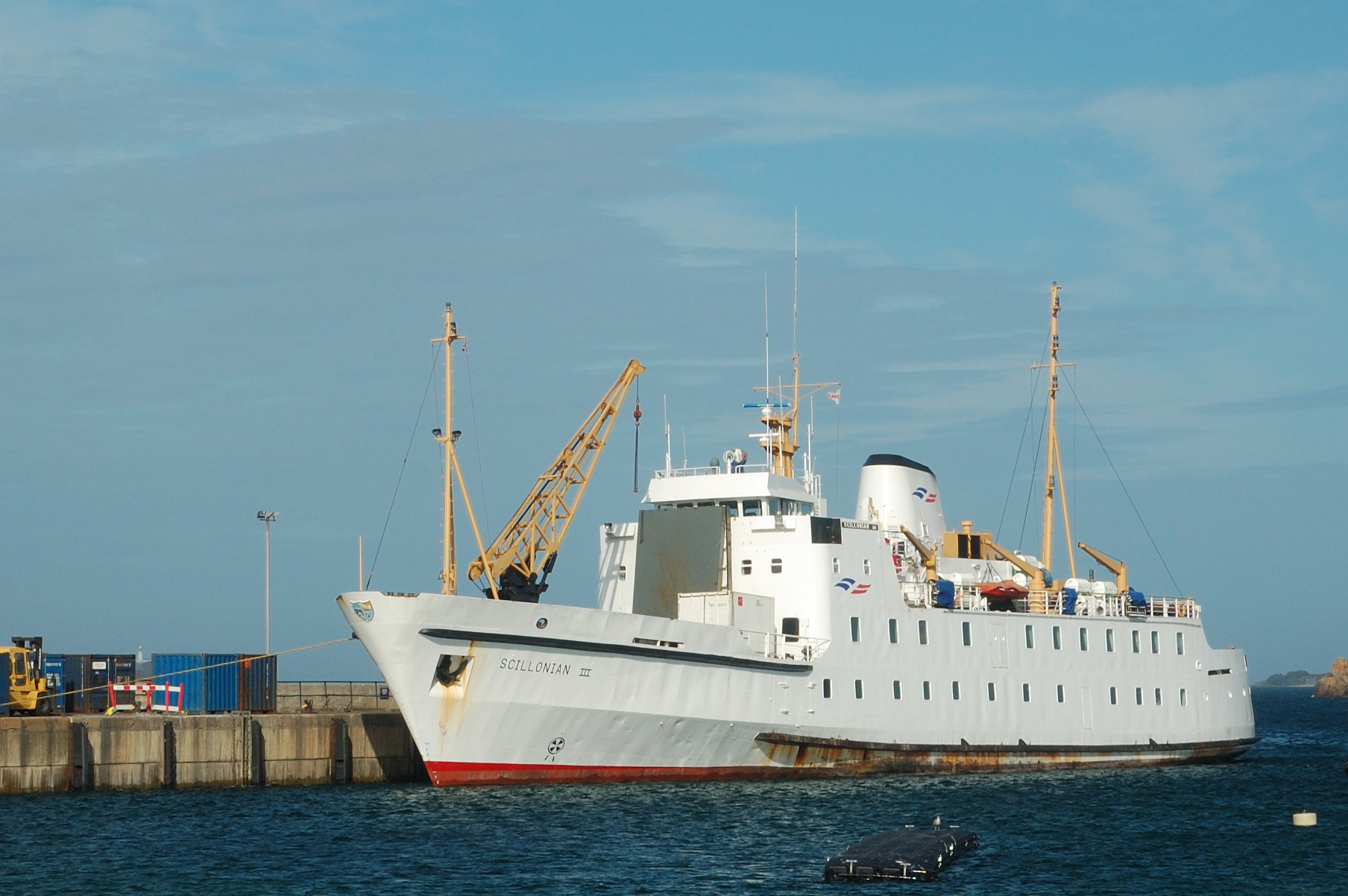
セント・メアリーズ港と、イギリス本土のペンザンスを結ぶフェリー。

シリー諸島の産業は観光に依存しており、人口の70%は、第3次産業である観光業に携わっている。参考までに、イギリスの2008年における産業別人口構成は、第1次産業が1.5％、第2次産業が20.5％、第3次産業が77.6％を占めていた。
また、野菜の栽培以外に・花きの栽培も行われている。なお、海に囲まれている割に、漁業は盛んではない。
- セント・メアリーズ島 - シリー諸島で最も広い島である。諸島中最大の町のヒュータウンが有り、セント・メアリーズ空港が設置されている。
- トゥレスコ島（英語版） - シリー諸島で2番目に広い島である。亜熱帯植物園が有る。
- セント・アグネス島（英語版） - 奇岩が多い。